# フランチャビージオ

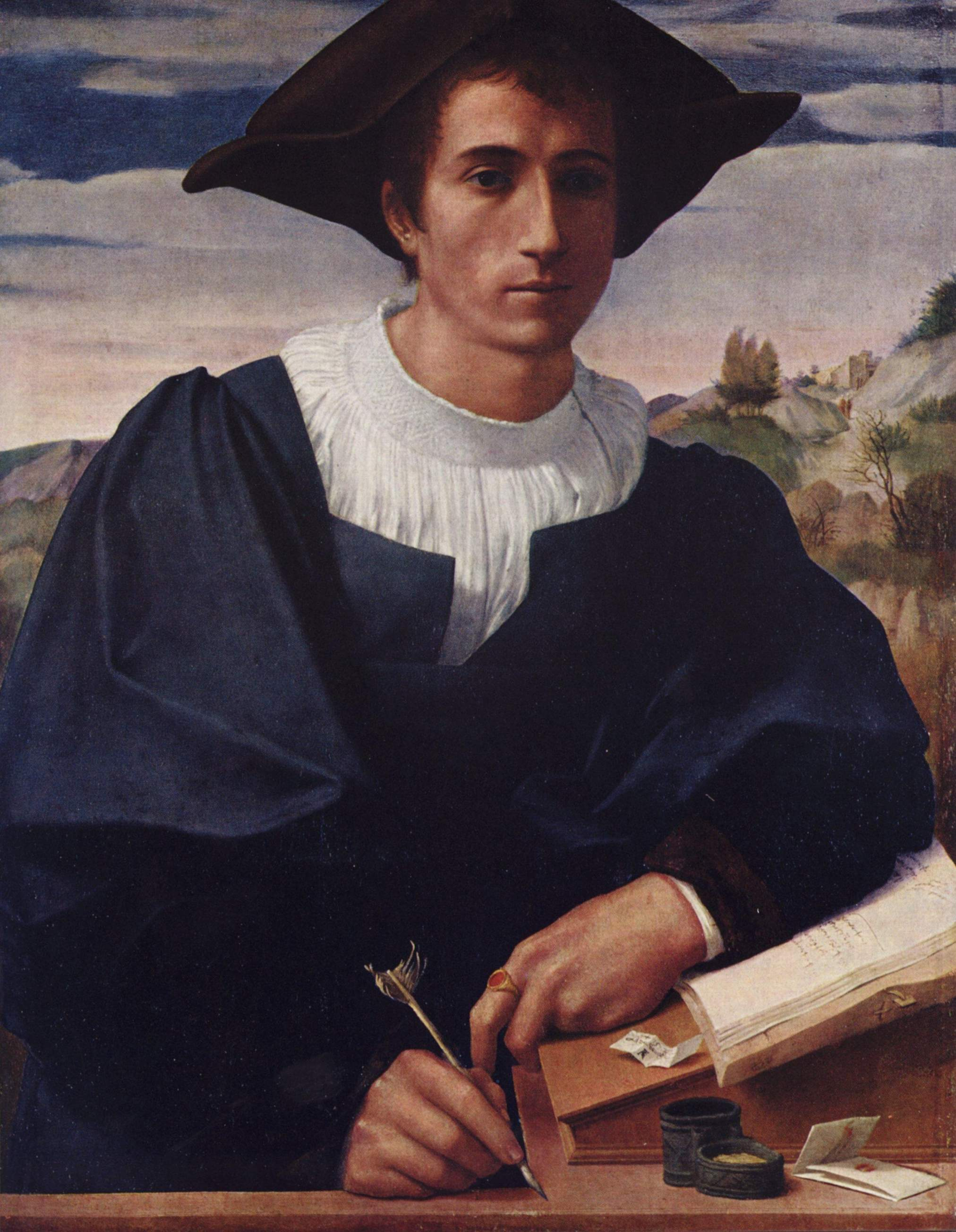
フランチャビージオ『jungen Mannesの肖像』（1522年）ベルリン絵画館

フランチャビージオ（伊: Franciabigio, 1482年 - 1525年1月24日）はルネサンス期イタリアの画家。フィレンツェ派に属する。彼の本名はフランチェスコ・ディ・クリストファーノ（Francesco di Cristofano）だったかも知れないが、マルカントニオ・フランチャビージオ（ Marcantonio Franciabigio）またはフランチャ・ビージオ（Francia Bigio）と呼ばれることもある。また、フランチャビージォ、フランチャビージョとも表記される。

## 生涯
フランチャビージオはフィレンツェに生まれた。1506年頃までマリオット・アルベルティネッリの下で働いた。1505年、アンドレア・デル・サルトと友人になり、翌年、二人はグラーノ広場に共同で店を構えた。フランチャビージオはフレスコ画の名人で、ジョルジョ・ヴァザーリも、その手法は彼の同時代人より秀でていたと述べている。とはいうものの、宗教画でもフレスコ画でもないフランチャビージオの肖像画も、自然主義的なパワーがみなぎっている。
1513年、フランチャビージオはサンティッシマ・アンヌンツィアータ教会の回廊に『聖母の結婚』というフレスコ画を描いた。サルトがメインで指揮した巨大な連作の一部だったが、サルトが描いた傑作『聖母誕生』のせいで影が薄かった。ちなみに、この時一緒に仕事をした画家たちの中には、ロッソ・フィオレンティーノ、ヤコポ・ダ・ポントルモ、フランチェスコ・インダコ、バルトロメオ・バンディネッリらがいた。
1514年、フランチャビージオはフィレンツェのカルツァ修道院のためにアンドレア・マンテーニャの『最後の晩餐』をフレスコ化した。1516年には『洗礼者ヨハネと聖ヨブと聖母子』を描いた。1518年から1519年にかけて、フランチャージオはサルツォ修道院でフレスコ画の連作を描いた。ここでもサルトが一緒だった。フランチャビージオはここで『洗礼者ヨハネの砂漠への旅立ち』と『キリストと洗礼者たちの会談』を描いた。
1520年から1521年にかけて、ポッジョ・ア・カイアーノにあるメディチ家別荘の客間の壁に、仰々しいフレスコ画『キケロの勝利』を描いた。しかし、またしても、ポントルモが半円形の壁に描いた自然主義的な『ウェルトゥムヌスとポモナ』のせいでフランチャビージオの作品は影が薄かった。確かに、絵を見てみると、人物たちは勝利を祝っているというよりは取り乱しているように見える。細かい部分はどこかの作品の引用の寄せ集めのようだし、建物もクアトロチェント様式の幻想のようだ。

## 評価と遺産

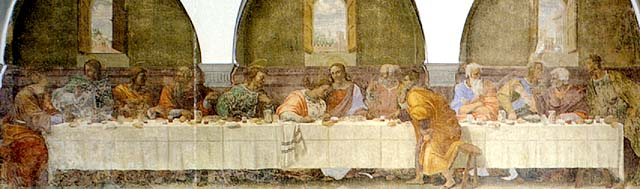
フランチャビージオ『最後の晩餐』（1514年）フィレンツェ、カルツァ修道院

同時代のもう少し若い画家たち、たとえばサルトと比較してみると、フランチャビージオは、彫刻的ということでは勝るが、前向きかという点では劣っているように思われる。たとえば、人物のポージングのクアトロチェント的な堂々ぶりは、堅苦しいと言い換えることもできないではない。フランチャビージオのフレスコ画はマサッチオを思わせるが、フランチャビージオはより線とバランスに注意を払っている。とはいうものの、フランチャビージオの複雑さもサルトの絵も、ヴェネツィア派の特徴である、造型をいったん分解したうえでなめらかに仕上げるという基礎の理解を反映させている。その傾向を発展させたのが、続く10年の間に来たるマニエリスムなのであった。